# Hamble-le-Rice
Hamble-le-Rice är en ort och civil parish i Storbritannien. Den ligger i grevskapet Hampshire och riksdelen England, i den södra delen av landet, 110 km sydväst om huvudstaden London. Hamble-le-Rice ligger 16 meter över havet och antalet invånare är 3 939.
Terrängen runt Hamble är platt. Havet är nära Hamble åt sydost. Runt Hamble är det mycket tätbefolkat, med 1 221 invånare per kvadratkilometer. Närmaste större samhälle är Southampton, 7,5 km nordväst om Hamble. I omgivningarna runt Hamble växer i huvudsak blandskog.